# Ardrossan (Australia)
Ardrossan – miasto w Australii, w stanie Australia Południowa.